# فرید منصوروف
فرید منصوروف (ترکی آذربایجانی: Fərid Mansurov؛ زادهٔ ۱۰ مهٔ ۱۹۸۲) کشتی‌گیر اهل جمهوری آذربایجان بود.
از افتخارات وی میتوان به کسب مدال طلا ۶۶ کیلوگرم کشتی فرنگی در بازی‌های المپیک تابستانی ۲۰۰۴ اشاره کرد.